# Сан-Клементе-де-Санде
Сан-Клементе-де-Санде (порт. São Clemente de Sande; МФА: [ˈsɐ̃w kɫɨ.ˈmẽ.tɨ dɨ ˈsɐ̃.dɨ]) — парафія в Португалії, у муніципалітеті Гімарайнш. Розташована в північно-західній частині країни, на теренах історичної португальської провінції Дору-Міню. Входить до складу округу Брага. За адміністративним поділом, чинним до 1976 року, терени парафії були складовою провінції Міню. Належить до Бразької архідіоцезії Католицької церкви. Патрон — святий Клемент. Площа — 4,8685 км². Населення — 1695 ос. (2011). Сильно урбанізований регіон. Густота населення — 348,16 осіб/км²
. Код — 030849.

## Назва
- Санде (Сан-Клементе) (порт. Sande (São Clemente)) — офіційна назва.

## Населення
| Кількість мешканців | Кількість мешканців | Кількість мешканців | Кількість мешканців | Кількість мешканців | Кількість мешканців | Кількість мешканців | Кількість мешканців | Кількість мешканців | Кількість мешканців | Кількість мешканців | Кількість мешканців | Кількість мешканців | Кількість мешканців | Кількість мешканців |
| ------------------- | ------------------- | ------------------- | ------------------- | ------------------- | ------------------- | ------------------- | ------------------- | ------------------- | ------------------- | ------------------- | ------------------- | ------------------- | ------------------- | ------------------- |
| 1864                | 1878                | 1890                | 1900                | 1911                | 1920                | 1930                | 1940                | 1950                | 1960                | 1970                | 1981                | 1991                | 2001                | 2011                |
| 704                 | 678                 | 692                 | 759                 | 833                 | 810                 | 847                 | 964                 | 1 203               | 1 458               | 1 504               | 1 502               | 1 751               | 1 722               | 1 695               |